# Carel Fabritius
Carel Pietersz Fabritius (n. februarie 1622, Middenbeemster⁠(d), Beemster, Olanda de Nord, Țările de Jos – d. 12 octombrie 1654, Delft, Țările de Jos) a fost un pictor neerlandez. A fost un elev de-al lui Rembrandt și a lucrat în atelierul său din Amsterdam. Fabritius, care a fost membru al Școlii Delft, și-a dezvoltat propriul stil artistic și a experimentat în picturile sale folosindu-se de perspectivă și lumină. Printre lucrările sale se numără O vedere din Delft (1652; National Gallery, Londra), Cinteza de aur (1654) și Santinela (1654).

## Biografie
Carel Pietersz. Fabritius s-a născut în februarie 1622 în Middenbeemster, un sat din polderul Beemster din Republica Olandeză și a fost botezat la 27 februarie a aceluiași an. Era fiul lui Pieter Carelsz., un pictor și profesor de școală, și a avut doi frați mai mici, Barent și Johannes, care au devenit și ei pictori.
Inițial a lucrat ca tâmplar. La începutul anilor 1640 a studiat la atelierul lui Rembrandt din Amsterdam, împreună cu fratele său Barent. La începutul anilor 1650 s-a mutat în Delft și s-a alăturat breslei pictorilor din Delft în 1652.
Fabritius a murit tânăr, prins în explozia magaziei de praf de pușcă din Delft din 12 octombrie 1654, care a distrus un sfert din oraș, împreună cu atelierul său și multe dintre picturile sale. Doar aproximativ o duzină de picturi au supraviețuit. Potrivit lui Houbraken, elevul său Mattias Spoors și diaconul bisericii Simon Decker au murit împreună cu el, deoarece lucrau împreună la un tablou la acea vreme.
Într-o poezie scrisă de Arnold Bon în memoria sa, este numit Karel Faber.

## Pictura
Dintre toți elevii lui Rembrandt, Fabritius a fost singurul care și-a dezvoltat propriul stil artistic. Un portret tipic Rembrandt ar avea un fundal simplu întunecat, cu subiectul definit prin iluminare. În schimb, portretele lui Fabritius prezintă subiecte delicat luminate pe fundaluri de culoare deschisă, texturate. Îndepărtându-se de accentul renascentist pe iconografie, Fabritius a devenit interesat de aspectele tehnice ale picturii. A folosit armonii de culori reci pentru a crea formă într-un stil luminos de pictură.
Fabritius era interesat și de efectele spațiale complexe, așa cum se poate observa în perspectiva exagerată din O vedere din Delft (1652). El a arătat, de asemenea, un control excelent al unei tușe puternic încărcate, ca în Cinteza de aur (1654). Toate aceste calități apar în opera lui Vermeer și de Hooch, ambii trăind tot în Delft; este probabil ca Fabritius să fi avut o influență puternică asupra lor.

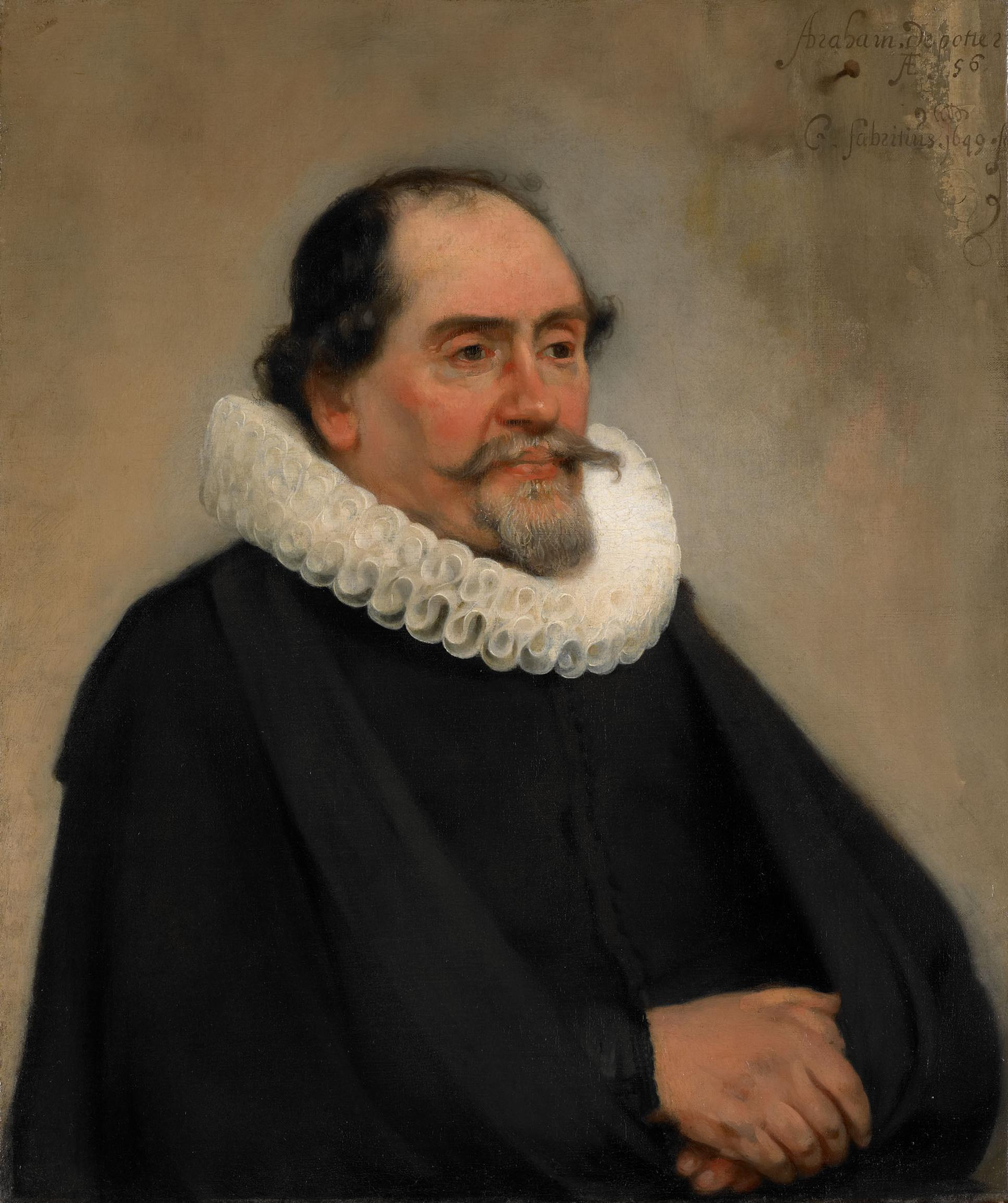
Portretul lui Abraham de Potter (1649)
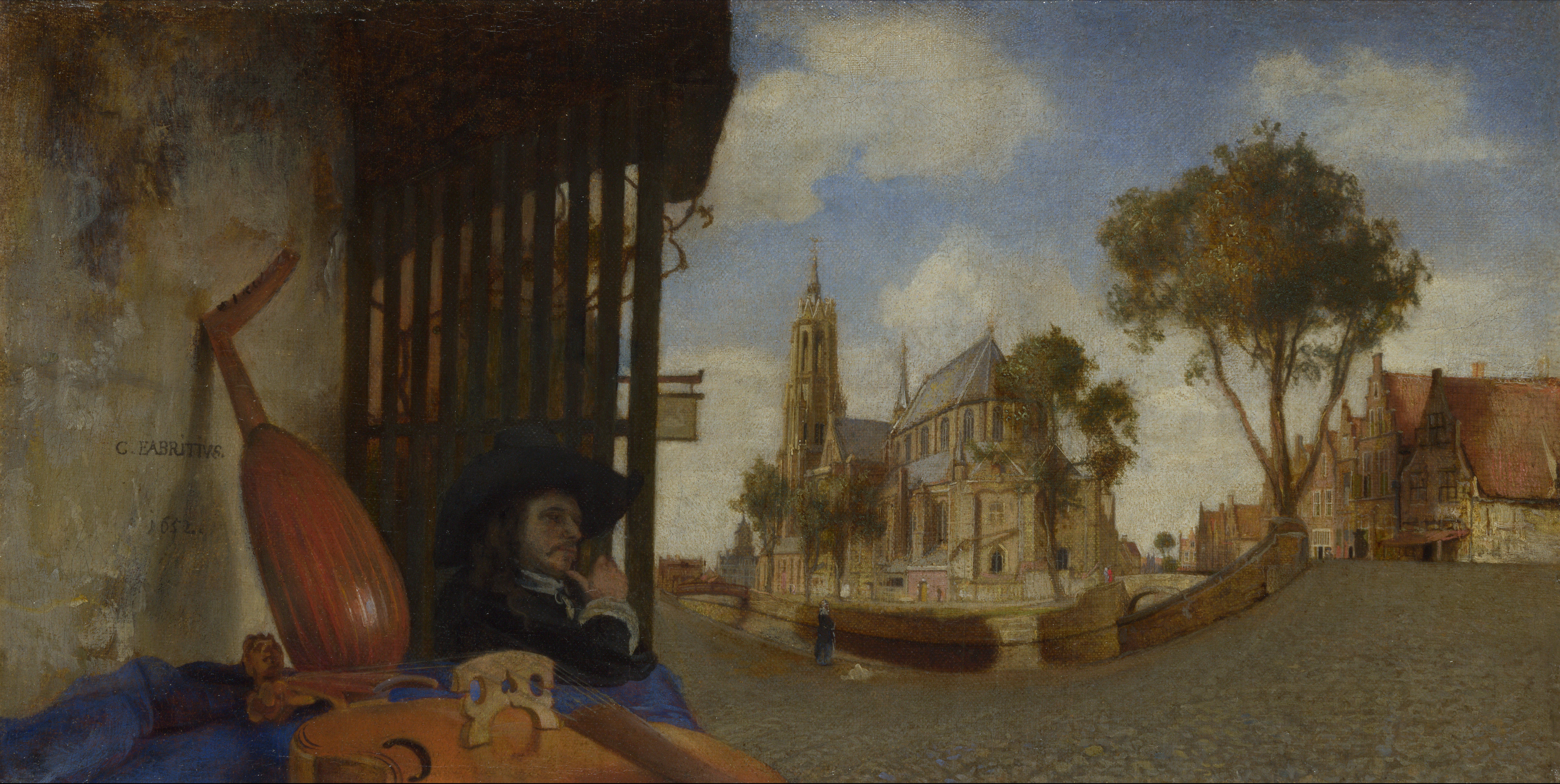
O vedere din Delft (1652) explorând o perspectivă panoramică exagerată
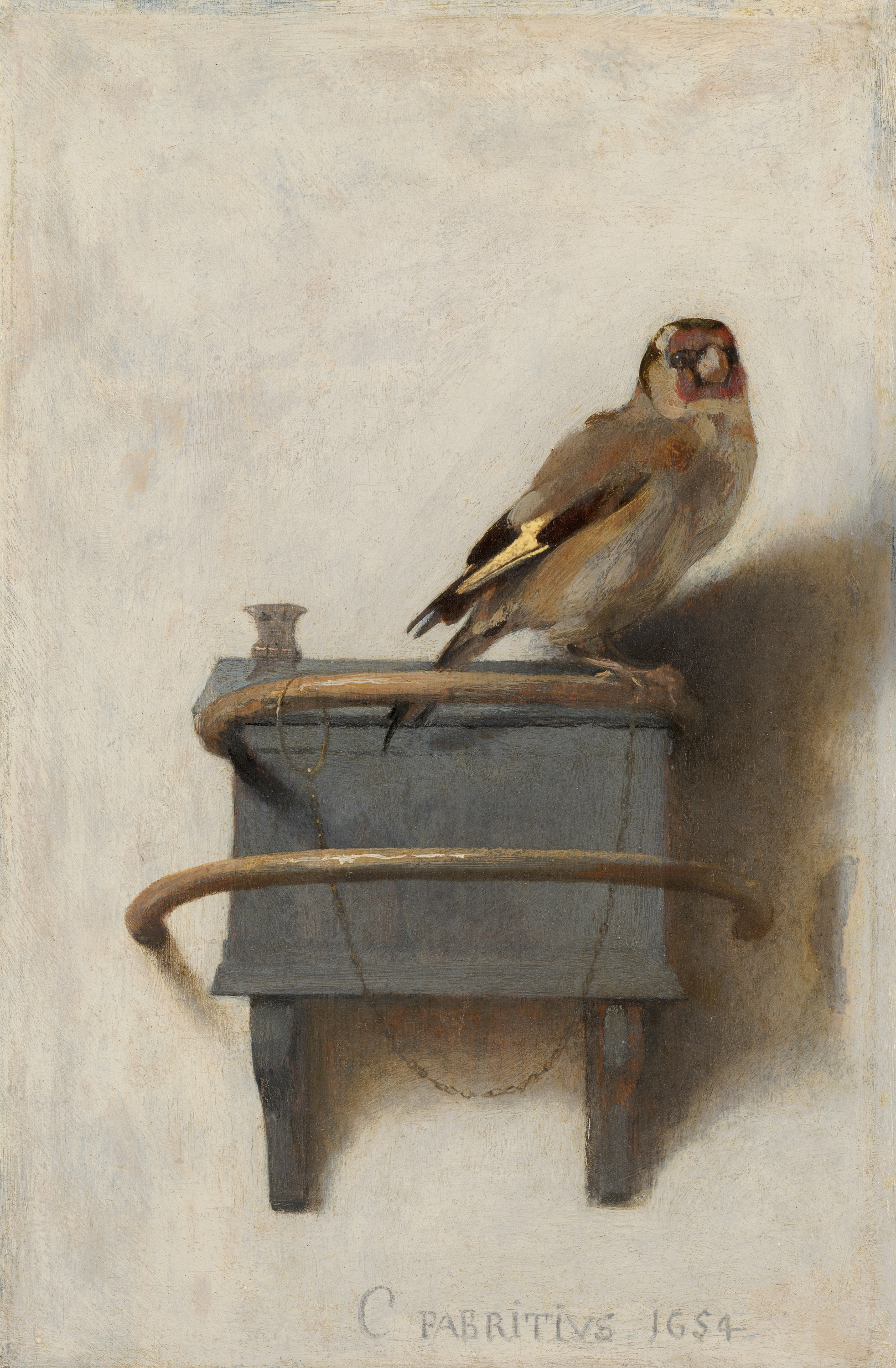
Cinteza de aur (1654), în care se observă armonia culorilor reci, efectele delicate a luminii și lumina din fundal
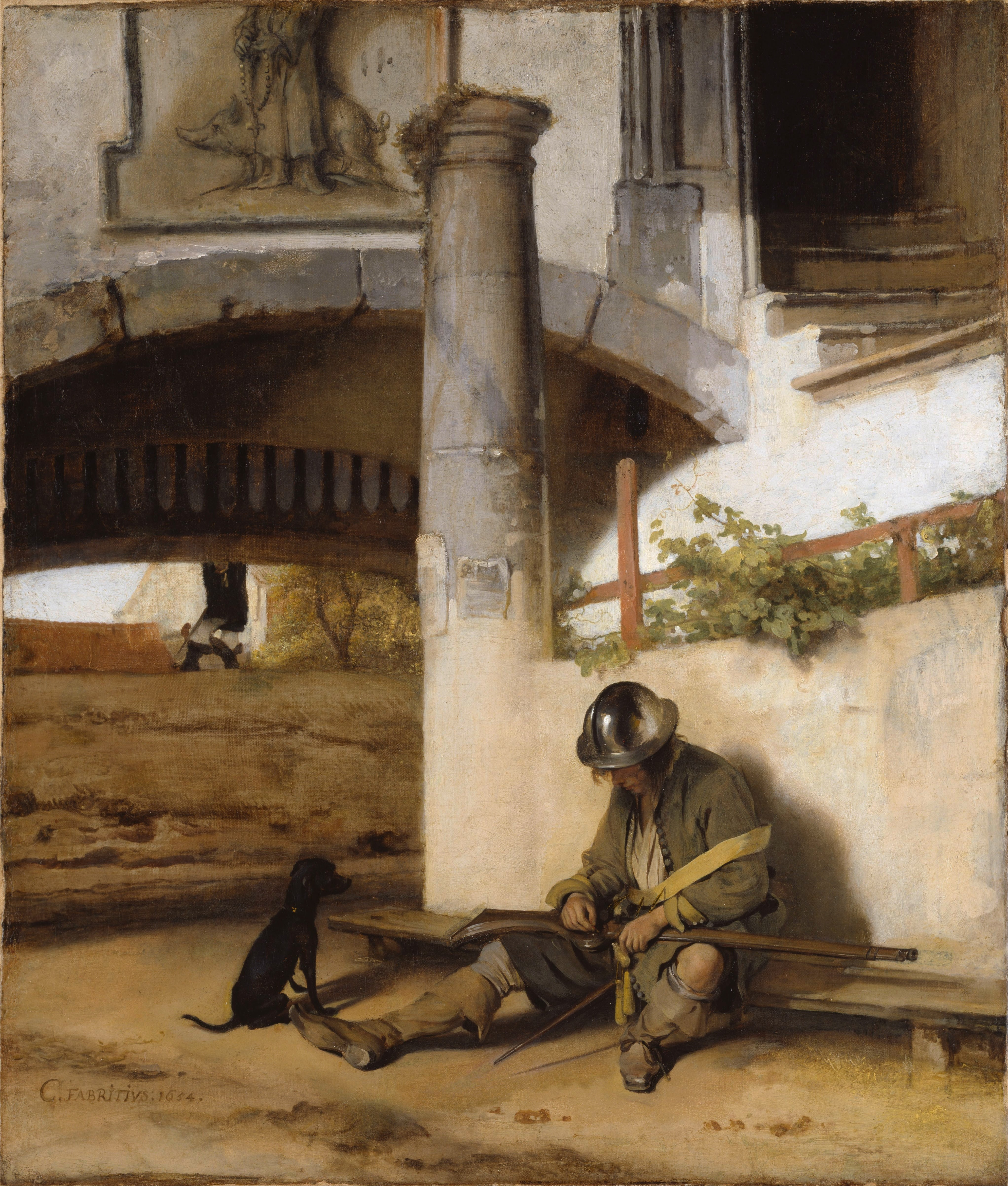
Santinela (1654)
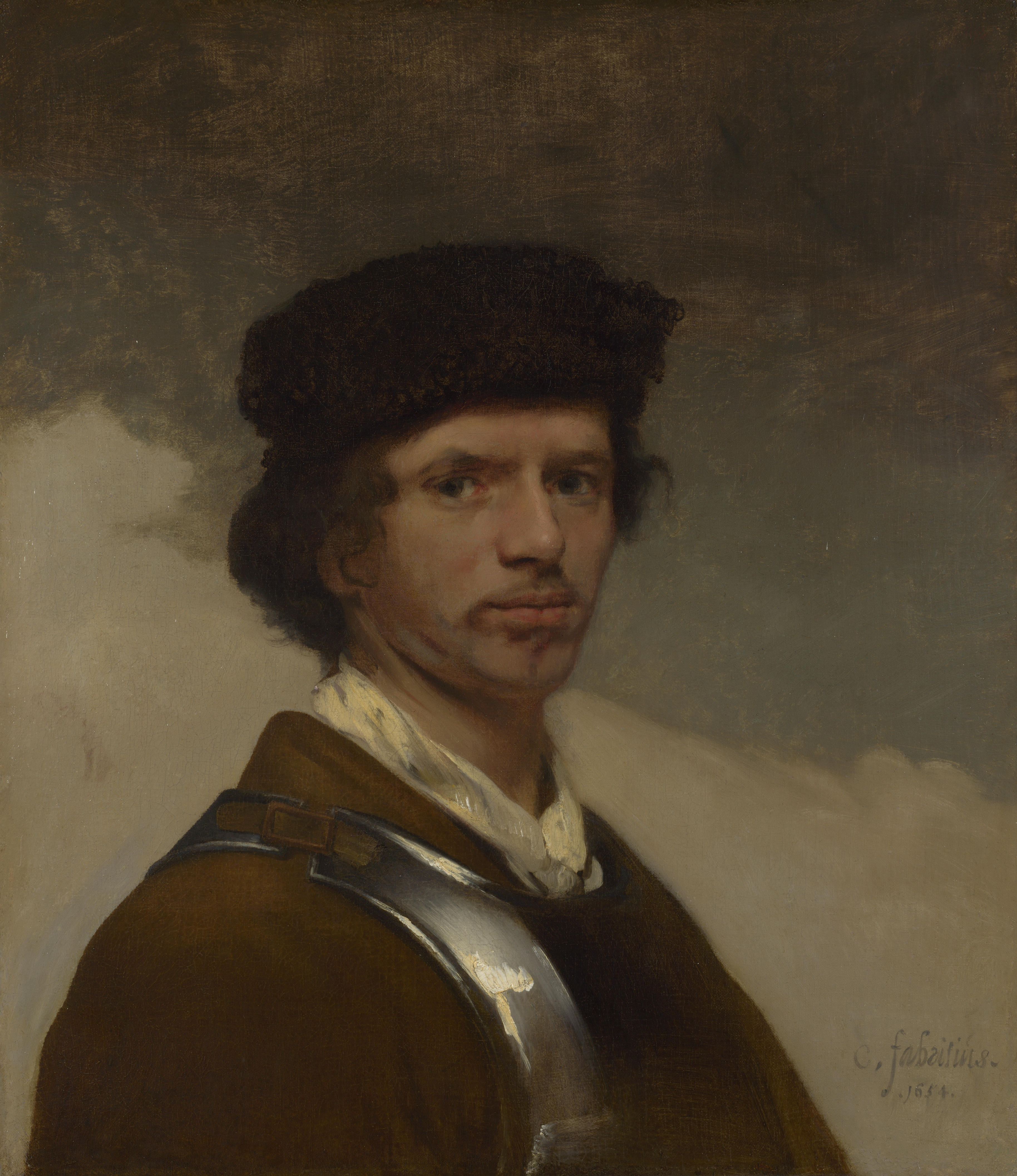
Tânăr cu tichie de blană, autoportret din 1654